# Scotinosoma erasum
Scotinosoma erasum är en tvåvingeart som beskrevs av Malloch 1939. Scotinosoma erasum ingår i släktet Scotinosoma och familjen bredmunsflugor. Inga underarter finns listade i Catalogue of Life.